# Meijer Bleekrode

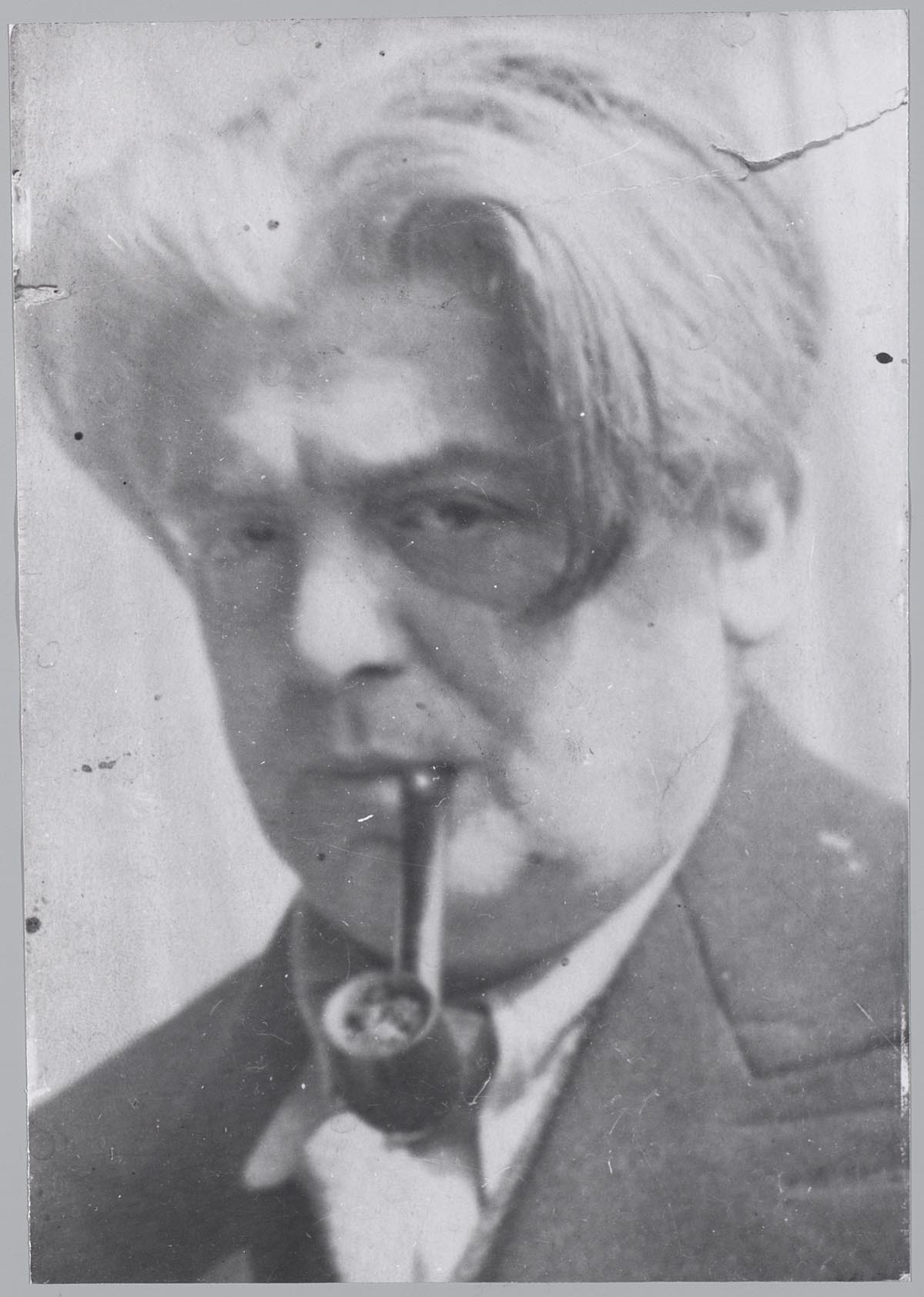
Meijer Bleekrode

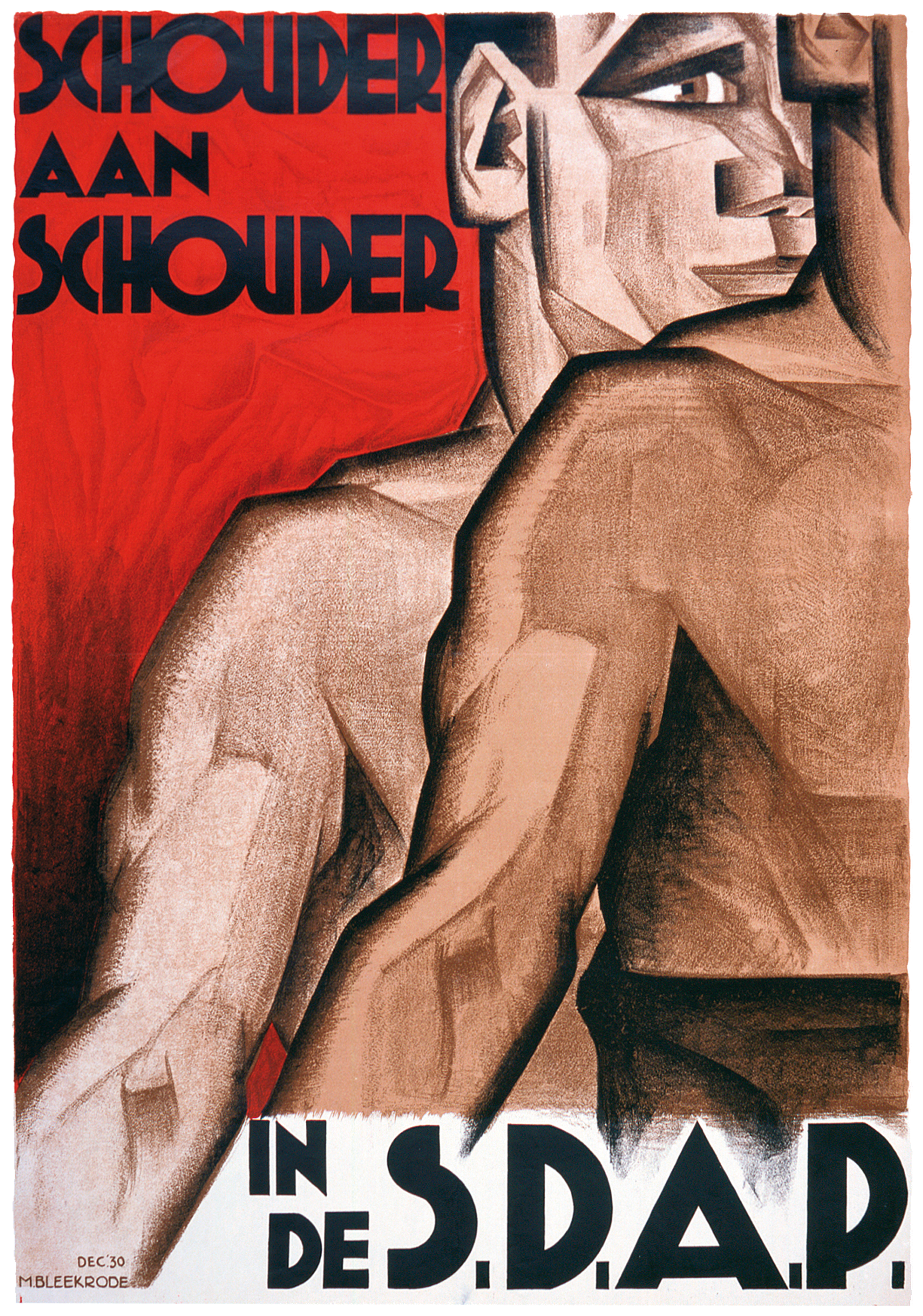
Rekruteringsposter voor de SDAP uit 1930 ontworpen door Bleekrode

Meijer Bleekrode (Amsterdam, 13 februari 1896 – Sobibór, Polen, 23 april 1943) was een Nederlandse graficus, grafisch ontwerper, politiek tekenaar, schilder, ontwerper, etser, lithograaf en boekbandontwerper. Hij was de zoon van Benjamin Bleekrode, diamantslijper, en Regina Boekman. Op 9 november 1927 trouwde hij met Els van Witsen, diamantsnijdster, met haar had hij een dochter en een zoon. 

## Loopbaan
Na een opleiding in het diamantvak, werd hij toch liever kunstenaar. Hij volgde daarna een opleiding aan het Instituut voor Kunstnijverheidsonderwijs in Amsterdam tussen 1922 en 1923, en vanaf 1923 de Rijksnormaalschool voor Kunstnijverheid in Amsterdam. Hij kreeg les in grafische technieken van de graficus J.B. Heukelom, die tevens leraar van de ontwerpster Fré Cohen was. Hij maakte illustraties voor De Notenkraker en ontwierp affiches voor de SDAP. Later zou hij illustraties maken voor het blad De Fakkel, orgaan van de Onafhankelijke Socialistische Partij waarvan hij in 1932 lid werd. In 1935 wilde Bleekrode niets meer van politiek weten en probeerde van zijn kunstenaarschap te leven. Hij ging toen voornamelijk schilderijen maken en probeerde die aan zijn bekenden te verkopen.

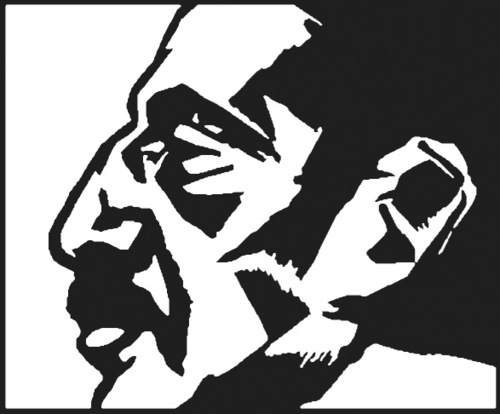
Emanuel Boekman
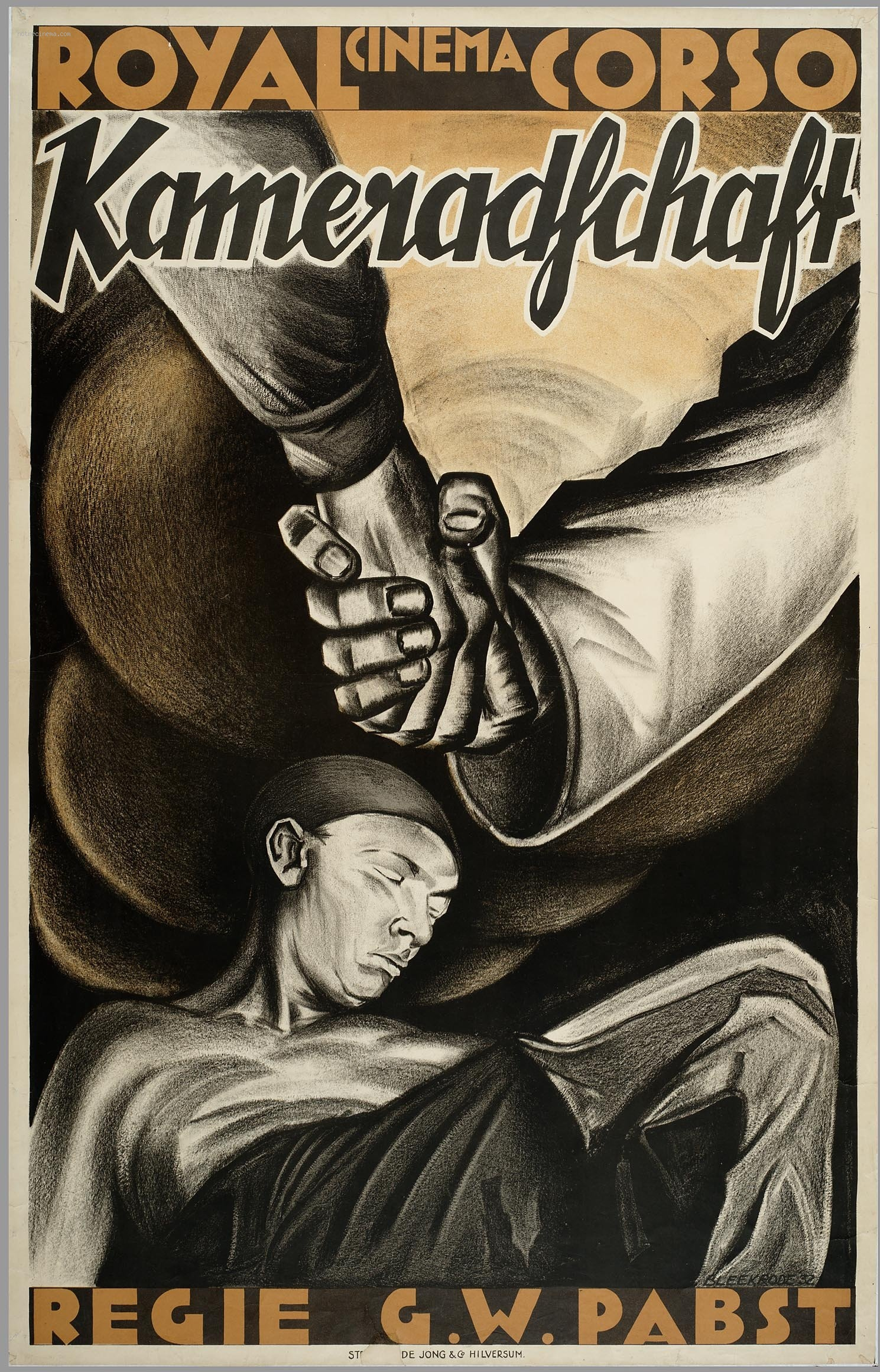
Affiche Kameradschaft (G. W. Pabst)
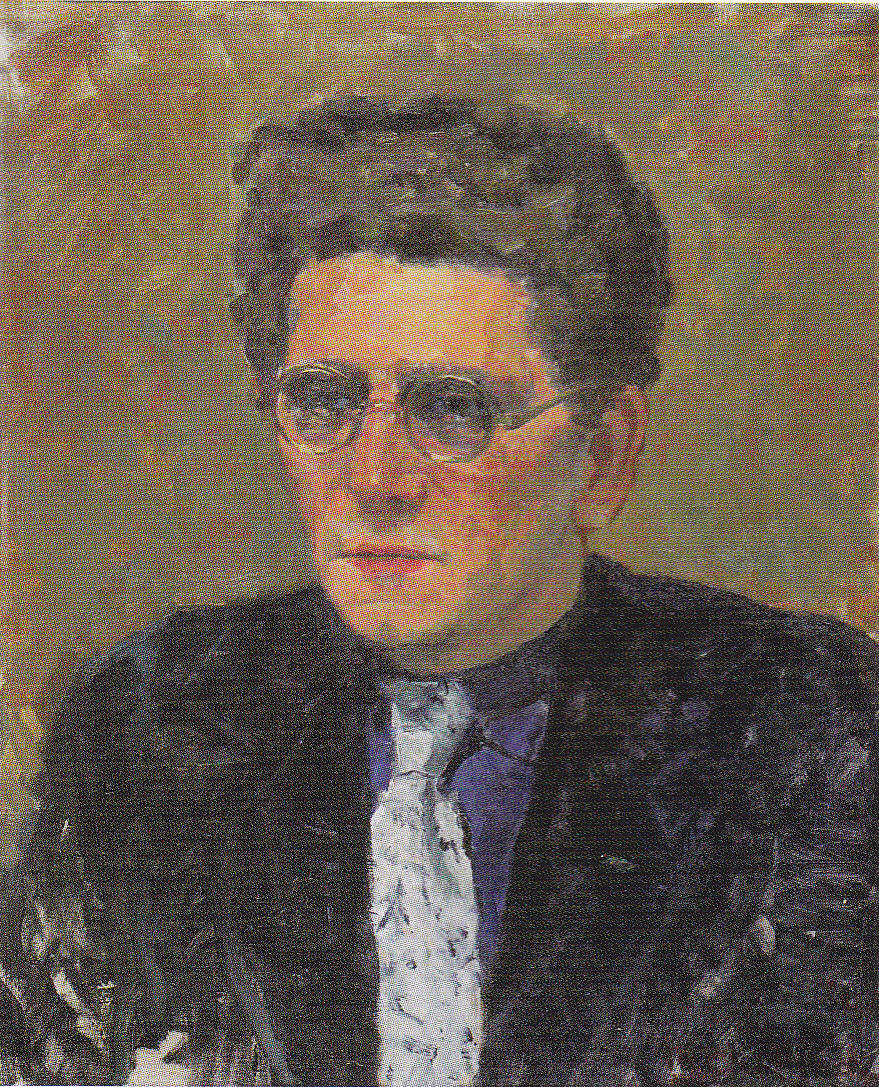
Portret van Maurits Dekker (1941)
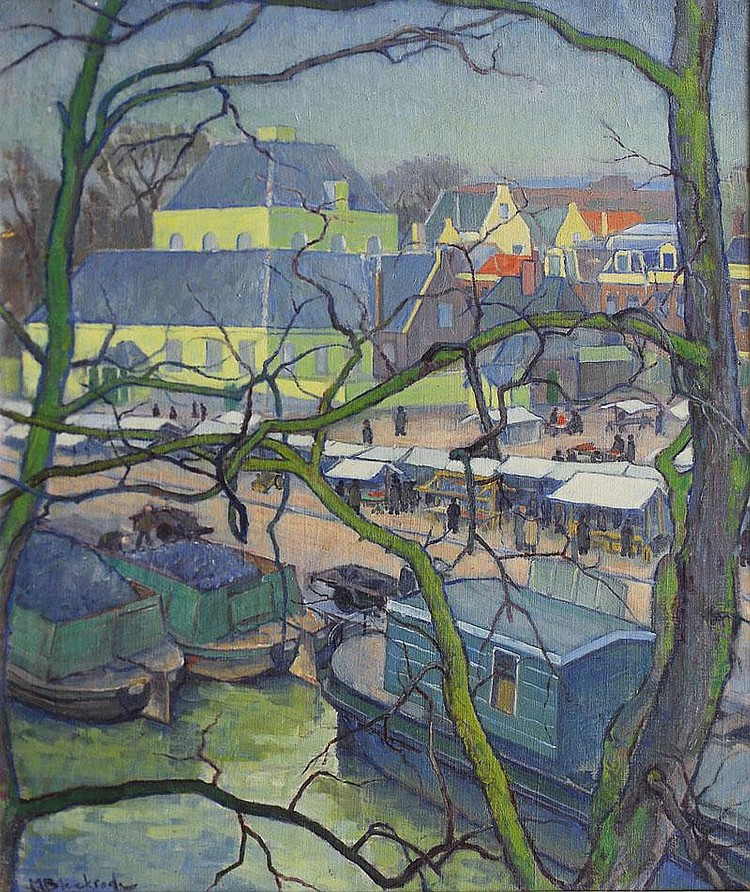
Gracht in Amsterdam

## Vermoord
In augustus 1942 moest de familie Bleekrode zich melden bij de Hollandsche Schouwburg in Amsterdam, verzamelpunt voor Joden voor transport naar Westerbork. De Bleekrodes doken toen onder. De kinderen overleefden de oorlog, maar Bleekrode en zijn vrouw werden gepakt. Op 20 april 1943 werden zij gedeporteerd naar Sobibór, waar zij op 23 april direct na aankomst werden vermoord.